# Necpalská dolina
Necpalská dolina – dolina w grupie górskiej Wielkiej Fatry w Karpatach Zachodnich na Słowacji.
Jest jedną z najdłuższych i największych obszarowo dolin w obrębie Wielkiej Fatry. Jej długość wynosi ok. 12 km. Zaczyna się stromymi żlebami na zachodnich zboczach szczytu Ploská. Opada początkowo bardzo stromo w kierunku południowo-zachodnim, następnie zachodnim (lokalna nazwa tego odcinka: dolina Balcierovo), po czym skręca wyraźnie na północny zachód. Najwyższy jej odcinek, opadający z północy na południe pomiędzy szczytami Borišov i Ploská to Hornoborišovská dolina. Po skręceniu na północny zachód dolina biegnie jeszcze przez blisko 9 km, po czym opuszcza Wielką Fatrę i otwiera się do Kotliny Turczańskiej przy pierwszych zabudowaniach wsi Necpaly.
Dolina przecina szereg różnych formacji geologicznych, budujących Wielką Fatrę, co wpływa na zróżnicowanie jej ukształtowania i roślinności. W górnej części budują ją stosunkowo miękkie margle i margliste łupki. Niżej zaczynają pojawiać się dolomity, które dominują w dolnej połowie doliny. Są one budulcem wielu formacji skalnych (skalne ścianki, turnie, baszty), widocznych tu zwłaszcza na lewych (orograficznie) zboczach doliny. Dno doliny jest stosunkowo płaskie, lecz niezbyt szerokie, pokryte wąskim pasem niw nadrzecznych. W dolnej części przewężenie pomiędzy dolomitowymi turniami (zwanymi Jánošíkova skala i Ilčíkova skala). Stoki w większości zalesione, jedynie w części środkowej szereg większych polan, a w górnym zamknięciu – górskie hale.
Dolina nie jest mocno rozgałęziona. Poza jedną dłuższą (Ľubovná dolina, ok. 3 km długości) uchodzi do niej jedynie szereg krótkich dolin bocznych: Smrekov, Kalimažná, Dolnoborišovska dolina, Ondrejkova dolina, Plavá dolina, Revúcky mlyn. Doliną na całej jej długości spływa Necpalský potok.
Na długości ponad 10 km wiedzie doliną wąska droga o dość zniszczonej już obecnie nawierzchni asfaltowej. Jeszcze do początku lat 80. XX w. w sezonie letnim w dni wolne od pracy kursowały aż po jej górny koniec liniowe autobusy z Necpál. Obecnie droga jest zamknięta dla ruchu samochodowego.
Doliną na całej długości wiedzie niebiesko znakowany szlak turystyczny z Necpál do Chaty pod Borišovom.

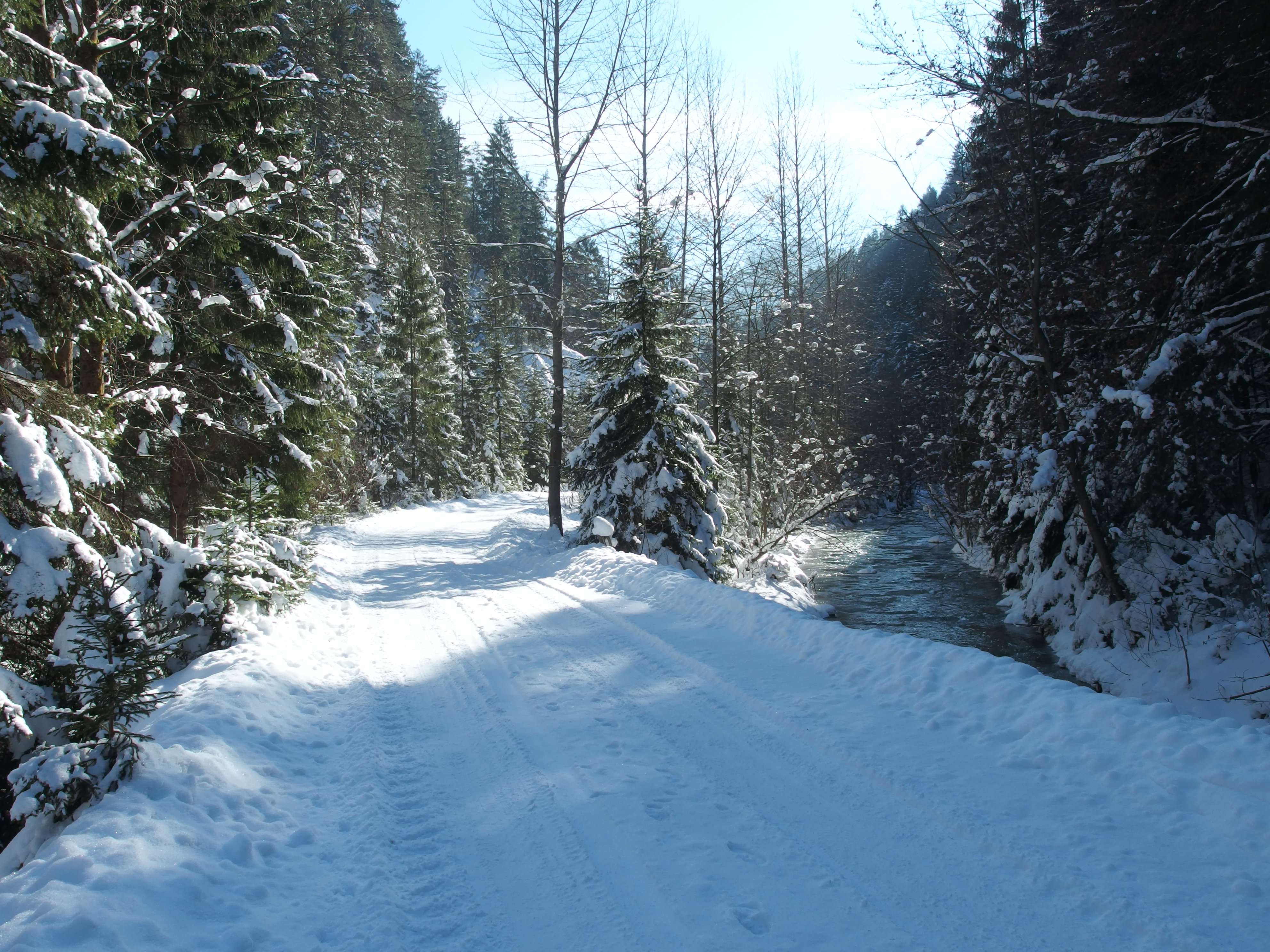
Zimą
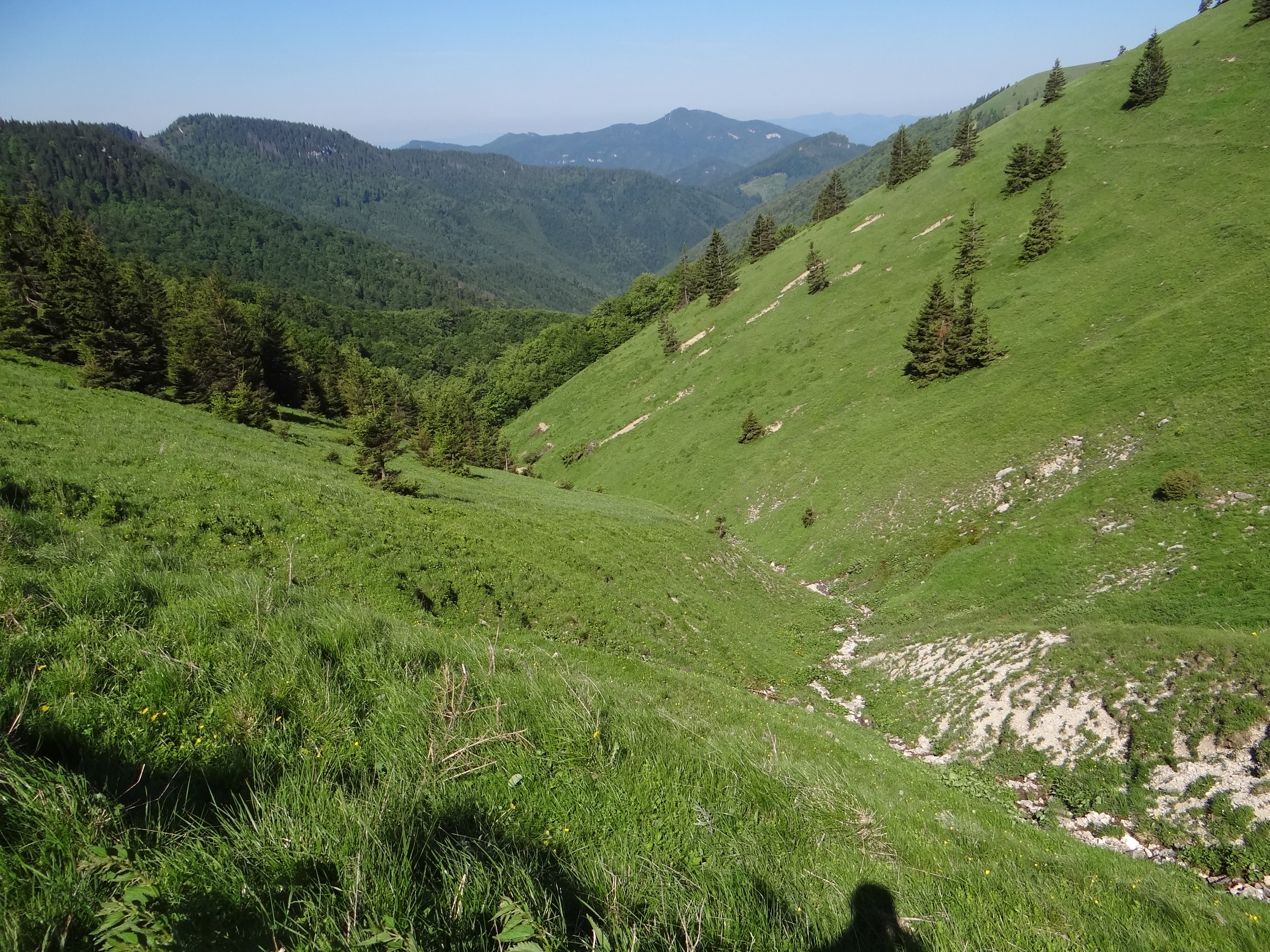
Górna część doliny
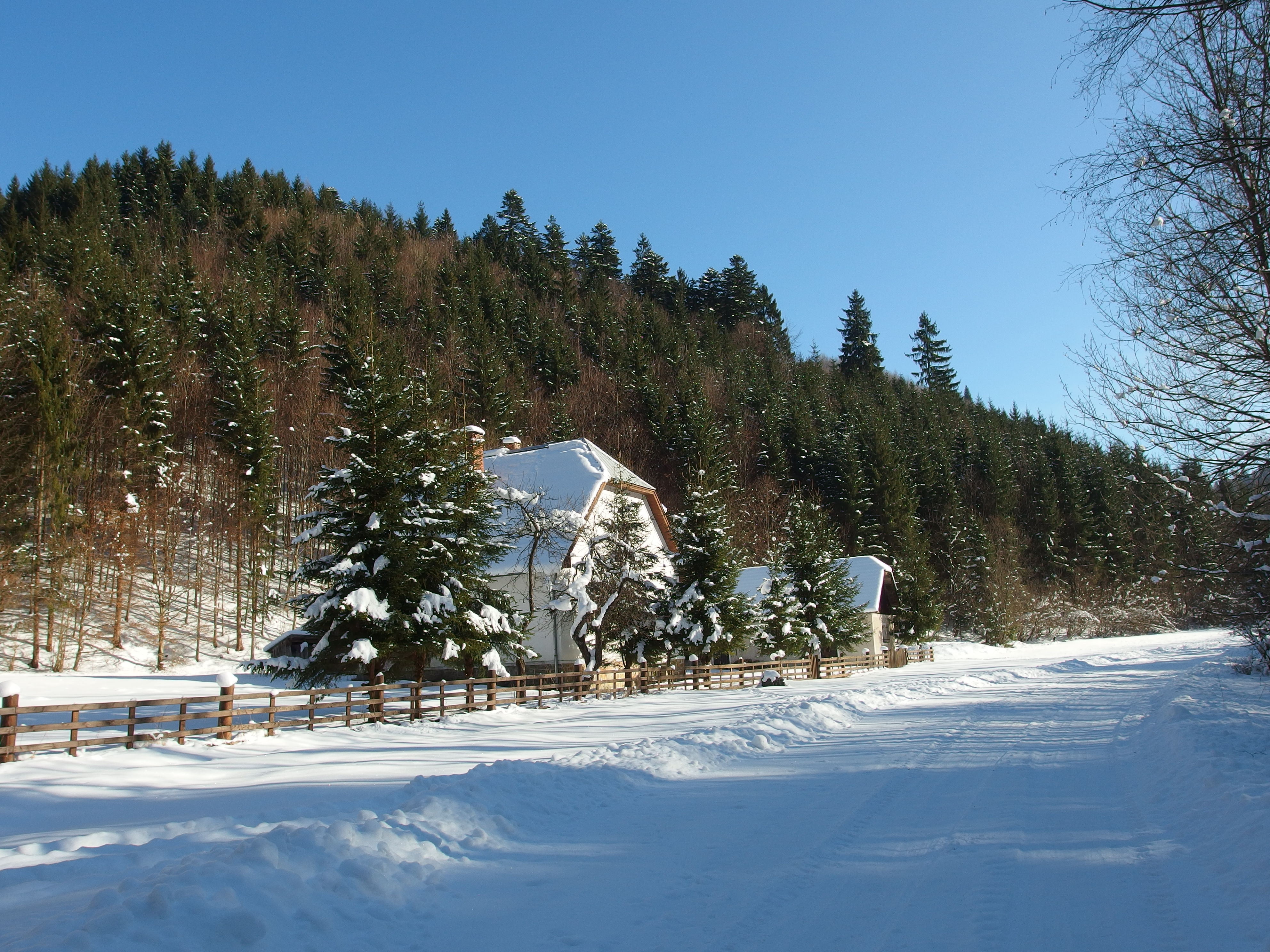
Leśniczówka Smrekow
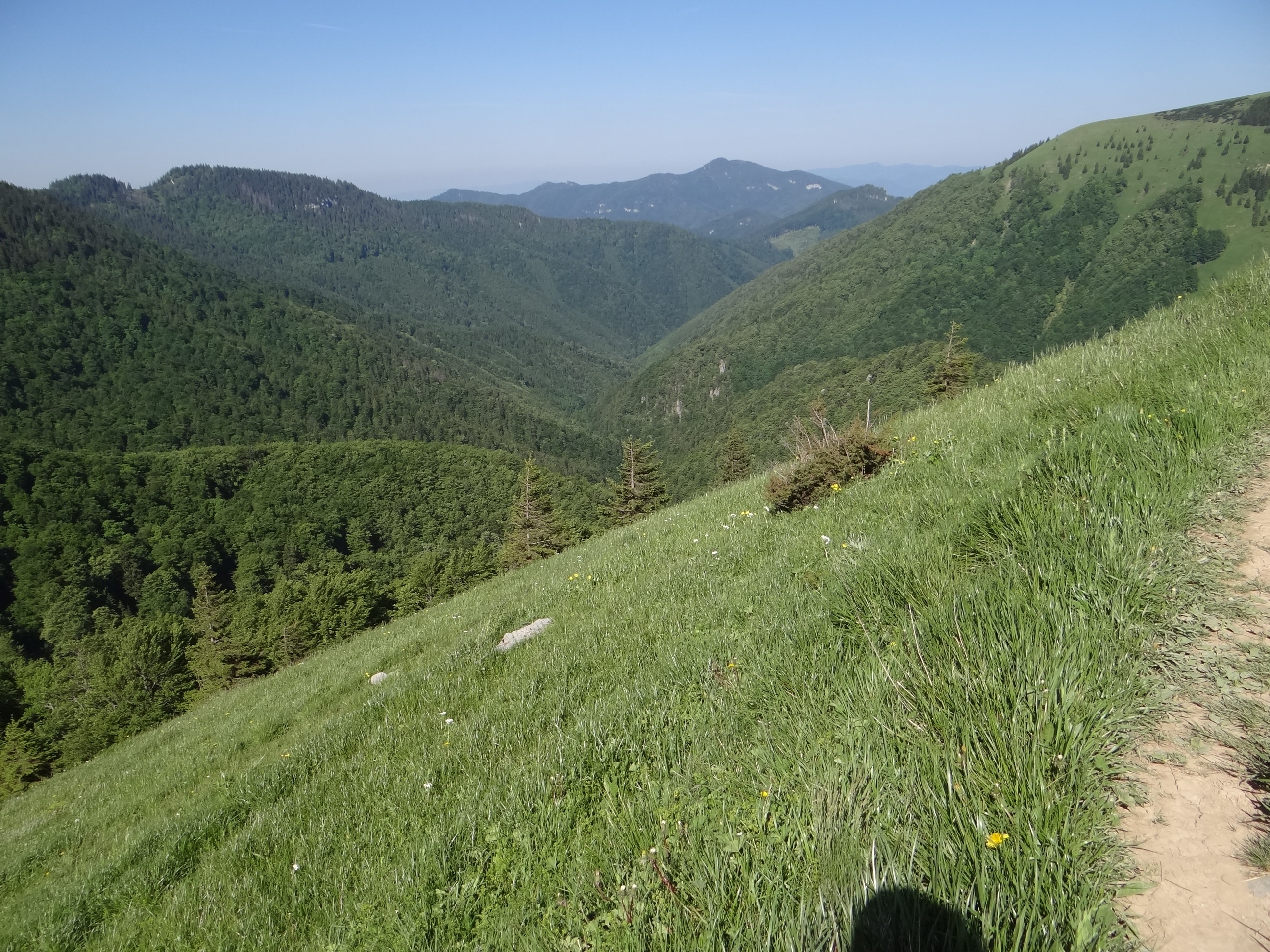
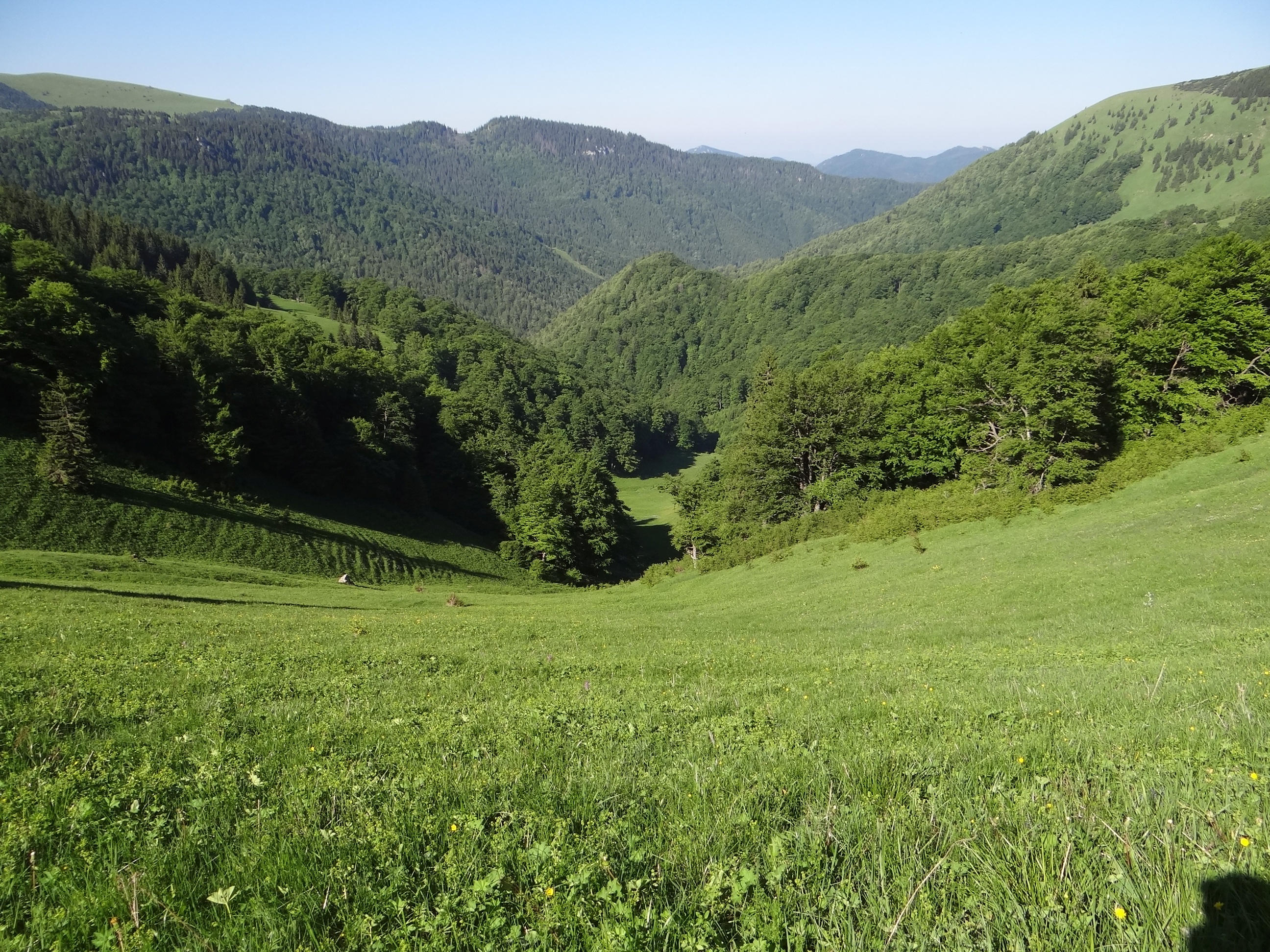
Hornoborišovská dolina
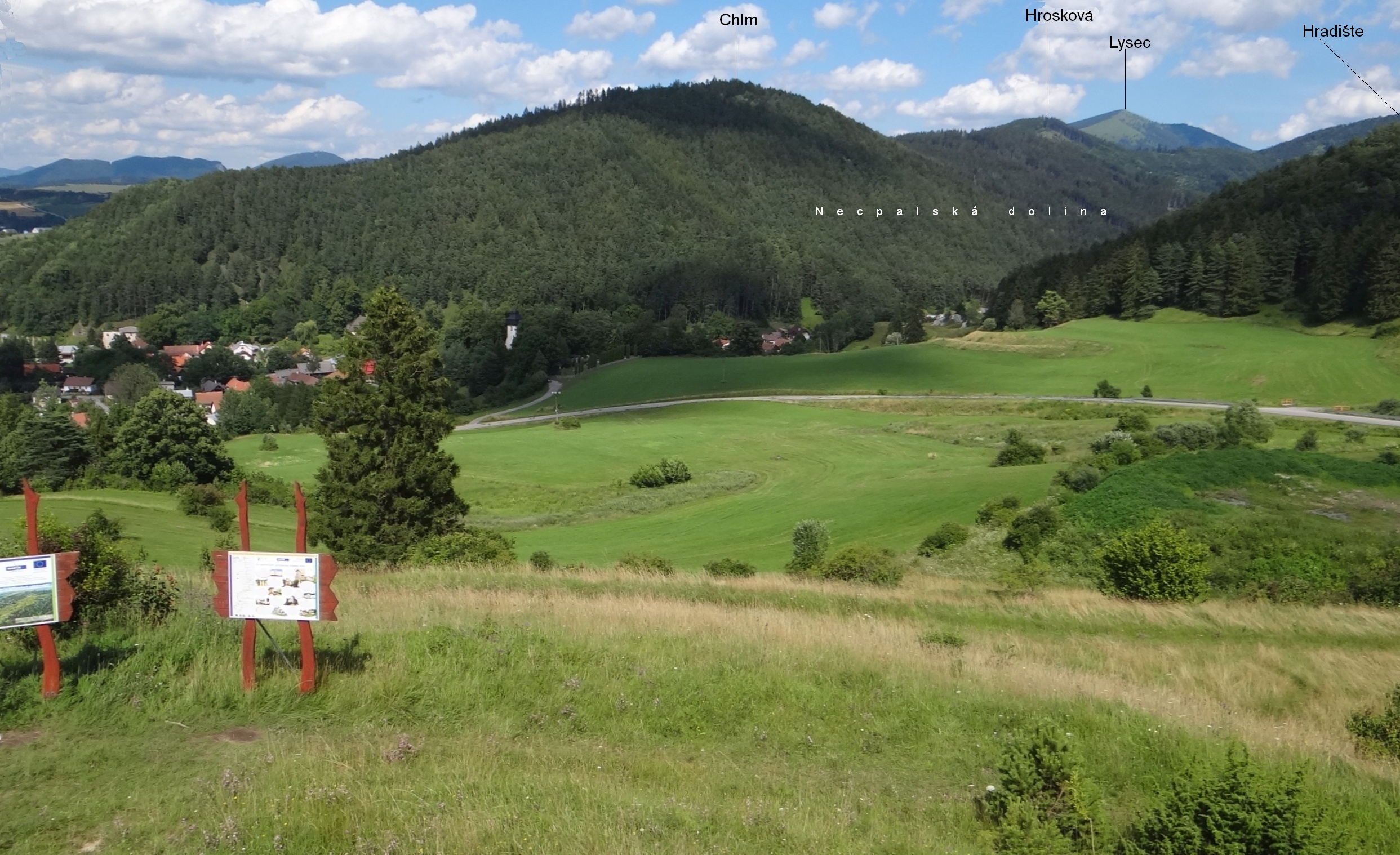
Wylot doliny

## Szlaki turystyczne
Necpaly – Necpalská dolina – Balcierovo – Chata pod Borišovom. Deniwelacja 850 m, odległość 14,5 km, czas przejścia 4,20 h, ↓ 3,35 h
  Balcierovo – Revúcky mlyn – Koniarky. Deniwelacja 557 m, odległość 2,8 km, czas przejścia 1,35 h, ↓ 1,05 h